# 홍콩 영화
홍콩 영화(香港映畵, 영어: cinema of Hong Kong)는 중국 영화, 대만 영화와 더불어 제3대 일본 영화로 꼽힌다. 과거 영국의 식민지였던 홍콩은 중국 본토와 대만에 비해 경제적 문제와 정치적 문제로부터 자유로워 동아시아 영화 제작 산업의 허브로 발전하였다.
과거엔 수십 년 동안 홍콩영화 산업은 세계에서 할리우드와 발리우드 다음 세 번째로 큰 영화산업이었고 두 번째로 큰 영화수출국이었다. 그렇기에 홍콩영화는 1990년대 후반부 진행된 산업구조의 위기와 중국으로의 반환이라는 두 고난이 지나간 현재에도 그 독창적인 장르적 색채는 할리우드까지에도 많은 영감을 줄 만큼 세계영화사에서 중요하게 다뤄지는 요소이다.
경제적으로 영화 산업과 문화적 창의적 산업의 부가 가치는 홍콩 경제의 5%를 차지한다.

## 산업
많은 영화 산업과 달리 홍콩은 정부 보조금이나 수입 할달량을 포함한 직접적인 정부의 지원이 거의 없다.즉, 홍콩 영화는 철저한 상업적인 영화다: 이유는 대부분 영화를 만드는 기업은 대기업이었고, 자기의 영화를 대중의 관심을 끌기 위해 액션, 코미디, 속편, 픽션영화와 리메이크작을 주제로 영화 산업에 집중적인 투자를 하였다.
홍콩 영화는 할리우드 영화에 유래되었고 장르가 무수히 많아서 장르 '파라미터'라고 불렸다. 또 빠른 제작과 편집으로 의해'1분영화'라고 불렸다. 하지만, 의상과 세팅은 중국의 전통 연극과 미술을 가져와서 서양의 기준을 무시하였다. 특히 빠르고 느슨한 접근이 결합돼 영화 제작 과정에 영향을 주었고, 비현실적인 상상력이 들어가 외국 관객들이 홍콩 영화에 관심을 가져 크게 유행했다.
2010년 박스 오피스에서 홍콩이 얻은 수익량이 HK13조 390억이었고, 2011년은 HK13조 790억이다. 홍콩 현지에 56개의 홍콩 영화관이 있고, 해외는 206개의 홍콩 영화관이 있다.

## 역사

### 1910년부터 제 2차 세계대전까지
홍콩의 초기 역사 동안에, 홍콩의 영화는 본토, 특히 당시 중화권 국가의 영화의 수도였던 상하이에 버금가는 역할을 해왔다. 그러나 이 작품들 중 현재 남아 있는 것은 거의 없다. 제2차 세계 대전 이전에 홍콩에서 제작된 500편이 넘는 영화 중 겨우 4편이 남아 있을 뿐이여서 이 기간에 대한 상세한 설명은 내재적인 한계와 불확실성을 가지고 있으니 유의하면서 읽는 것을 권한다.

#### 경극에서부터 출발한 영화
대부분의 중화권 국가가 그랬듯이 초기 영화의 개발은 경극과 밀접한 연관을 가졌는데 그 영향으로 영화의 분위기는 극적인 요소가 띄었다

## 영화 목록

### 연도별

#### 1980년대
- 폴리스 스토리 (1985년)
- 영웅본색 (1986년)
- 영웅본색 2 (1988년)
- 폴리스 스토리 2 (1988년)
- 영웅본색 3 (1989년)

#### 1990년대
- 폴리스 스토리 3 (1992년)
- 폴리스 스토리 4 (1996년)

#### 2000년대
- 소림축구 (2001년)
- 뉴 폴리스 스토리 (2004년)
- 쿵푸허슬 (2004년)
- 장강7호 (2008년)

#### 2010년대
- 콜드 워 (2012년)

## 같이 보기
- 홍콩할매귀신